# Paralicornia spatulatoidea
Paralicornia spatulatoidea is een mosdiertjessoort uit de familie van de Candidae. De wetenschappelijke naam van de soort is voor het eerst geldig gepubliceerd in 1980 door Liu.